# Vincenzo Folino
Vincenzo Folino (Pietrapertosa, 13 novembre 1958) è un politico italiano.

## Biografia
Perito agrotecnico, dipendente pubblico, ha lavorato presso la Comunità Montana "Medio Basento”, presso il Comune di Pietrapertosa e presso la Regione Basilicata.
Negli anni '90 ha ricoperto l'incarico di responsabile delle politiche economiche del PDS, è stato eletto segretario provinciale dei Democratici di Sinistra nel 2000. Dal 2001 al 2006 è stato segretario regionale dei Democratici di Sinistra in Basilicata e membro del Consiglio nazionale dei DS.
Dal 12 maggio 2005 ha ricoperto la carica di consigliere regionale e successivamente di presidente del gruppo consiliare dei Democratici di Sinistra in Consiglio regionale e membro della 1ª Commissione Consiliare Permanente “Affari Istituzionali”. Dal 2006 al 2007 è stato consigliere di amministrazione dell'Università degli Studi della Basilicata.
Dal 30 giugno 2007 al 27 novembre 2008 è stato assessore alle attività produttive, politiche dell'impresa e innovazione tecnologica della Regione Basilicata. Nello stesso periodo ha svolto la funzione di coordinatore dell'Osservatorio Nazionale del Turismo.
Dal 2 Marzo 2009 e fino alla conclusione della VIII legislatura è stato vicepresidente della 1ª Commissione consiliare permanente Affari Istituzionali del Consiglio regionale.
Alle elezioni del 28 e 29 marzo 2010 è stato rieletto consigliere regionale nella lista del PD: dal 12 maggio 2010 al 26 febbraio 2013 è stato presidente del Consiglio regionale della Basilicata.
Alle elezioni politiche del 24-25 febbraio 2013 è stato eletto deputato nella circoscrizione Basilicata con la lista del PD. Dal 7 maggio 2013 al 25 novembre 2015 è stato componente della X Commissione parlamentare Attività Produttive, Commercio e Turismo.
Il 7 novembre 2015 ha aderito al gruppo parlamentare di Sinistra Italiana e dal 25 novembre 2015 è componente della IX Commissione parlamentare Trasporti, Poste e Telecomunicazioni.
Dal febbraio 2017, aderisce al gruppo parlamentare Articolo 1 - Movimento Democratico e Progressista, insieme ad altri 16 parlamentari provenienti da Sinistra Ecologia Libertà che hanno scelto di non aderire a Sinistra Italiana.
Alle elezioni politiche del 2018 è capolista nella lista proporzionale di Liberi e Uguali in Basilicata per il Senato, ma non viene eletto.